# تطوع عسكري

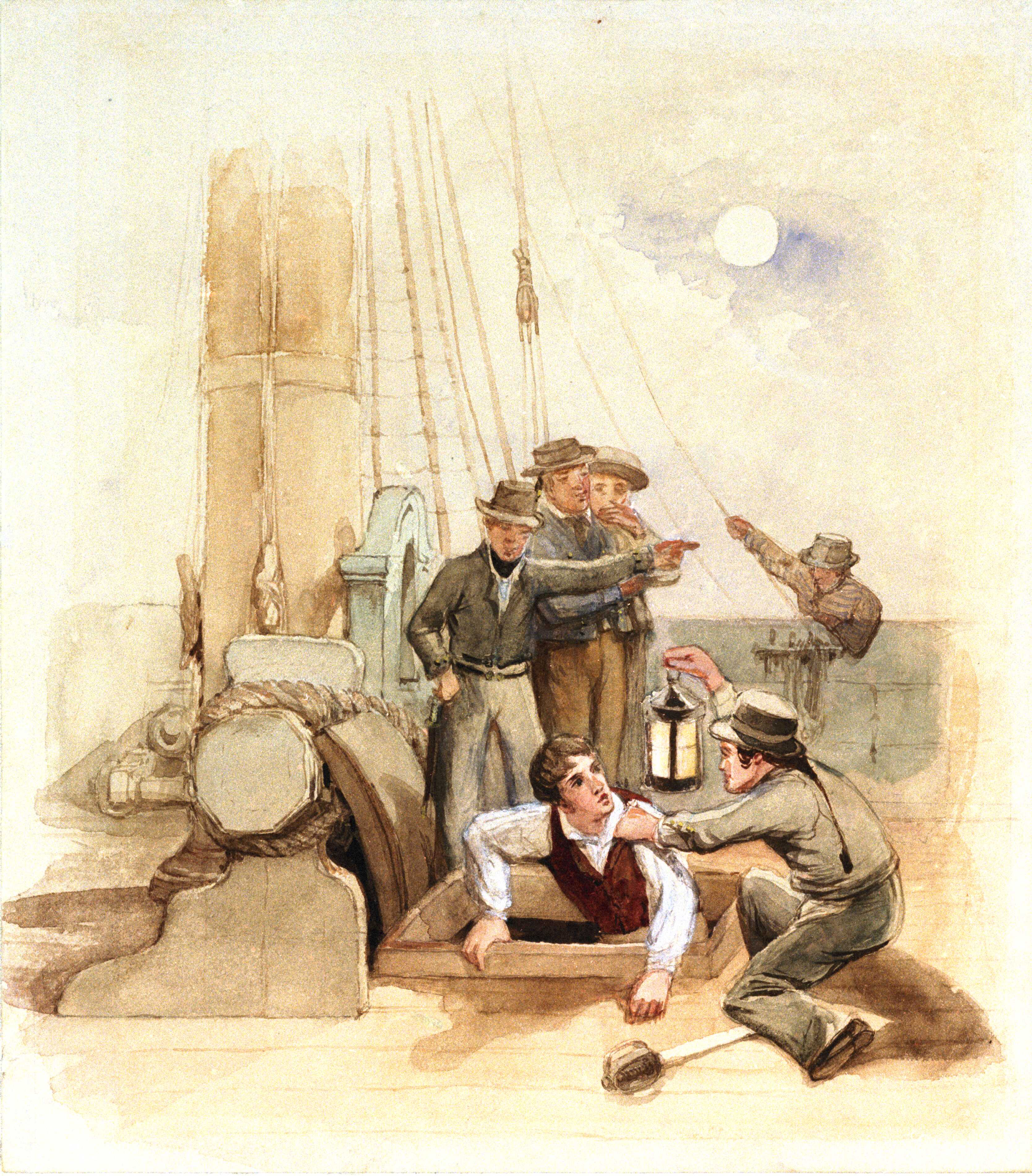
تطوع عسكري

النظام العسكري التطوعي هو نظام خدمة عسكرية يحافظ على الجيش فقط مع المتقدمين دون التجنيد الإجباري. قد تقدم دولة ما رواتب ومزايا جذابة من خلال التجنيد العسكري لجذب المجندين. تحتفظ العديد من الدول ذات الجيوش التطوعية بالحق في تجديد التجنيد في حالة الطوارئ. يعتبر الجيش الهندي هو أكبر جيش متطوع دائم في العالم.

## نبذة
في العقود الأخيرة، كان الاتجاه السائد بين العديد من البلدان هو الانتقال من التجنيد الإجباري إلى القوات العسكرية التطوعية بالكامل. أحد الأمثلة المهمة في فرنسا، التي كانت تاريخياً أول من أدخل التجنيد الإجباري الحديث واتبعتها العديد من البلدان الأخرى في أوروبا وأماكن أخرى حول العالم.